# ワーキングビークル
ワーキングビークル (Working Vehicle) は「働くのりもの」。
- ぽると出版から刊行されている雑誌：ワーキングビークルズ
- バンダイから発売されている模型。本項にて紹介。
- 青島文化教材社から発売されている模型。→青島文化教材社#自動車シリーズの項目を参照。

ワーキングビークル(Working Vehicle)は、バンダイが2004年以降にBトレインショーティーの姉妹品として発売した、ブラインドパッケージ販売によるトラック・バスのミニチュアモデル。

## 概要
「ワーキングビークル」の名の通り、「はたらくクルマ」＝商用車のモデルである。Bトレインショーティーと同じ縮尺1/150であるが大幅なデフォルメはされていない。車種は主に現行モデルを選択している。

## 製品化された車種

### 通常シリーズ

#### Vol.1 〜大型トラック編〜
2004年9月発売。前2軸後1軸の大型トラックをモデル化している。
- いすゞ・ギガ
- 日野・プロフィア
上記2形式の下記5事業者向けモデル計10種類。
  - 佐川急便
  - トナミ運輸
  - 日本通運 - プロフィアは日通航空色
  - フットワークエクスプレス
  - 名鉄運輸
- シークレット
  - 日野・プロフィア - メーカーデモ色

#### Vol.2 〜石油タンクローリー編〜
2005年1月発売。前2軸後1軸の大型タンクローリーをモデル化している。
- いすゞ・ギガ
  - 出光興産
  - エクソンモービルグループ - ゼネラル石油、モービル
  - 九州石油
  - コスモ石油
  - 太陽石油
- 日産ディーゼル・ビッグサム
  - 出光興産
  - エクソンモービルグループ - エッソ、エッソ・モービル・ゼネラル三社併記
  - キグナス石油
  - ジャパンエナジー
  - 昭和シェル石油
  - 新日本石油
- シークレット - いすゞ・ギガ　東急車輛製造デモ塗装

#### Vol.3 〜引越・中型トラック編〜
2005年3月発売。引越業者の4tトラックをモデル化している。
- いすゞ・フォワード
  - エキスパート（お引越のエキスパート）
  - カルガモ引越センター
  - 全国引越専門協同組合連合会（ハトのマークのひっこし専門）
  - ダック（ダック引越センター）
  - ハート・インターナショナル（ハート引越センター）
  - ムービング
- 日野・レンジャープロ
  - アーク引越センター
  - アートコーポレーション（アート引越センター）
  - サカイ引越センター（引越のサカイ）
  - 日本通運
  - 引越社（アリさんマークの引越社）
  - 松本引越センター
- シークレット - 日野・レンジャープロ、プロレス運輸

#### Vol.4 〜続・大型トラック編〜
2005年8月発売。第1弾に続いて前2軸後1軸の大型トラックをモデル化している。
- いすゞ・ギガ
  - エスラインギフ
  - 王子運送
  - 福山通運
  - 富士フイルム
  - 丸全昭和運輸
- 日野・プロフィア
  - 近物レックス
  - 西濃運輸
  - 大正製薬 - リポビタンDの広告付き
  - 新潟運輸
  - 丸運
- シークレット - いすゞ・ギガ　ソニー・VAIO塗装

#### Vol.5 〜小型路線バス編〜
Vol.5以降はディスプレイ用道路パーツが付属している。
2006年2月発売。7mクラスの小型路線バスをモデル化している。
- 日産ディーゼル・RN、富士重ボディー
  - 京王電鉄バス
  - 京阪バス
  - ケイビーバス
  - 新潟交通
  - 西東京バス
  - 日立電鉄バス
  - 富士急静岡バス
- 日産ディーゼル・RN、西工ボディー
  - 江ノ島電鉄
  - 加賀白山バス
  - 南海ウイングバス南部
  - 西日本鉄道
  - 姫路市営バス
- シークレット - 日産ディーゼル・RN、西工ボディー、京王バス東OZONE送迎車色

#### Vol.6 〜セメント事業者編〜
2006年4月発売。ミキサー車、粉粒体運搬車をモデル化している。
- 日野・プロフィア、ミキサー車
  - 宇部興産
  - 新明和工業 - メーカーデモ塗装
  - 太平洋セメント
  - トクヤマ
  - 日立セメント
  - 三菱マテリアル
- 日野・プロフィア、粉粒体運搬車
  - 麻生ラファージュセメント
  - 宇部三菱セメント
  - 新明和工業 - メーカーデモ塗装
  - 太平洋セメント
  - トクヤマ
  - 琉球セメント
- シークレット - エコセメント

#### Vol.7 〜テレビ中継車編〜
2006年11月発売。中型トラックベースの放送中継車をモデル化している。
- いすゞ・フォワード、SNG
  - NHK
  - 関西テレビ
  - 中京テレビ
  - テレビ東京
  - 東京MXテレビ（TOKYO MX）
  - フジテレビ
- 三菱ふそう・ファイター、SNG
  - 中国放送
  - TBS
  - TVQ九州放送
  - テレビ朝日
  - 日本テレビ
  - 北海道テレビ
- シークレット - いすゞ・フォワード、衛星ネットワーク

#### Vol.8 〜新・大型トラック編〜
2007年1月発売。前2軸後2軸の大型トラックをモデル化している。
- いすゞ・ギガ
  - ノーマルタイプ
  - 佐川急便
  - 福山通運
  - 信州名鉄運輸
  - ダンロップ
  - 日本通運
  - ブリヂストン
- 日野・プロフィア
  - 佐川急便
  - 西濃運輸
  - 日本梱包運輸倉庫
  - 日本フレートライナー
  - ブリヂストン
  - ADVAN
- シークレット -日野・プロフィア、生茶

### セットモデル
- 日本通運セット - 2006年4月発売。下記の5台と情景フィギュアのセット。
  - 日野・プロフィア - 標準色、「NIPPON EXPRESS」色、各1台
  - いすゞ・フォワード - 標準色
  - いすゞ・ギガ - 日通航空色
  - 日野・レンジャープロ - 日通航空色

## 関連商品
- Bトレインショーティー
- 私の生まれた街